# Enginyer
|  | Per a altres significats, vegeu «Enginyer (desambiguació)». |

Un enginyer o enginyera és una persona professional de l'enginyeria i que per tant es dedica a aplicar conjuntament el coneixement científic, la tecnologia i l'enginy en un context social i ambiental específic real i amb uns recursos determinats. Poden dissenyar materials, estructures, espais, serveis, productes i sistemes tot tenint en consideració múltiples aspectes com per exemple la funcionalitat, la seguretat i el cost econòmic. La paraula «enginyer» deriva de les arrels llatines ingeniare ('planejar', 'elaborar', 'idear', 'arreglar') i ingenium ('intel·ligència', 'creativitat').
Els enginyers i les enginyeres tenen amplis coneixements de ciències pures i de ciències aplicades, i el seu treball en recerca i desenvolupament és diferent que el que duen a terme els científics, els quals fan recerca bàsica.
La seva feina forma l'enllaç entre les descobertes científics i les seves aplicacions subseqüents a les necessitats humanes i la qualitat de vida.